# Pare i soldat
Pare i soldat (francès: Tirailleurs) és una pel·lícula de drama bèl·lic francosenegalesa del 2022 dirigida per Mathieu Vadepied, i protagonitzada per Omar Sy, Alassane Diong i Jonas Bloquet. Va ser produït pel mateix Omar Sy i Bruno Nahon. La pel·lícula va obrir la secció Un certain regard en competició al 75è Festival de Canes, el 18 de maig de 2022. La pel·lícula es va estrenar als cinemes de França a càrrec de Gaumont el 4 de gener de 2023. S'ha doblat i subtitulat al català.

## Sinopsi
Durant la Primera Guerra Mundial, el 1917, el senegalès Bakary Diallo s'allista a l'exèrcit francès per estar amb el seu fill de 17 anys, Thierno, que havisa sigut reclutat per la força. Enviats al front occidental, intenten trobar els mitjans per tornar al Senegal. en Bakary ho prova a través de contactes clandestins i en Thierno, a través de l'estructura de comandament.

## Repartiment
- Omar Sy com a Bakary Diallo
- Alassane Diong com a Thierno
- Jonas Bloquet com el tinent Chambreau
- Bamar Kane com a Salif
- Oumar Sey com a Abdoulaye